# Celeste Marshall
Celeste Marshall (Nassau, 1993) è una modella bahamense, incoronata Miss Bahamas il 29 luglio 2012 a Nassau presso l'Atlantis resort.
La modella ha avuto la meglio fra le quindici partecipanti al concorso, ed ha ottenuto la corona dalle mani della detentrice del titolo uscente, Anastagia Pierre.
In veste di rappresentante ufficiale delle Bahamas, Celeste Marshall ha preso parte all'edizione del 2012 del concorso internazionale Miss Universo, che si è tenuto a dicembre.